# Воррен (округ, Джорджія)
Шаблон:StateAbbr_ 33°25′ пн. ш. 82°41′ зх. д. / 33.41° пн. ш. 82.68° зх. д.
Округ  Воррен (англ. Warren County) — округ (графство) у штаті  Джорджія, США. Ідентифікатор округу 13301.

## Історія
Округ утворений 1793 року.

## Демографія
За даними перепису 
2000 року 
загальне населення округу становило 6336 осіб, усе сільське.
Серед мешканців округу чоловіків було 2937, а жінок — 3399. В окрузі було 2435 домогосподарств, 1692 родин, які мешкали в 2767 будинках.
Середній розмір родини становив 3,09.
Віковий розподіл населення поданий у таблиці:
| Стать    | До 15 років | 15-21 | 22-29 | 30-39 | 40-49 | 50-65 | 65-85 | Понад 85 |
| -------- | ----------- | ----- | ----- | ----- | ----- | ----- | ----- | -------- |
| Чоловіки | 721         | 305   | 264   | 355   | 424   | 477   | 341   | 50       |
| Жінки    | 650         | 326   | 303   | 445   | 516   | 533   | 515   | 111      |

## Суміжні округи
- Вілкс — північ
- Макдаффі — схід
- Ґлескок — південь
- Джефферсон — південний схід
- Генкок — південний захід
- Таліяферро — північний захід

## Виноски
1. ↑  U.S. Decennial Census. United States Census Bureau. Архів оригіналу за 4 квітня 2018. Процитовано 27 червня 2014.
2. ↑  Historical Census Browser. University of Virginia Library. Архів оригіналу за 11 серпня 2012. Процитовано 27 червня 2014.
3. ↑  Population of Counties by Decennial Census: 1900 to 1990. United States Census Bureau. Архів оригіналу за 2 лютого 2019. Процитовано 27 червня 2014.
4. ↑  Census 2000 PHC-T-4. Ranking Tables for Counties: 1990 and 2000 (PDF). United States Census Bureau. Архів оригіналу (PDF) за 18 грудня 2014. Процитовано 27 червня 2014.
5. ↑  State & County QuickFacts. United States Census Bureau. Архів оригіналу за 9 січня 2016. Процитовано 27 червня 2014.(англ.) Наведено за англійською вікіпедією.
6. ↑  American FactFinder. Бюро перепису населення США. Архів оригіналу за 26 лютого 2012. Процитовано 31 січня 2008.

| США | Це незавершена стаття з географії США. Ви можете допомогти проєкту, виправивши або дописавши її. |